# Liste lateinischer Phrasen/E

## E
E contrario
„Aus dem Gegenteil“ – Zum Beispiel bei der Beweisführung. Mit „argumentum e contrario“ wird in der Rechtsmethodik die Schlussfolgerung des Umkehrschlusses bezeichnet.

E pluribus unum auf dem Siegel der Vereinigten Staaten

E duobus malis minimum eligendum est.
„Von zwei Übeln ist das kleinste auszuwählen.“
E flamma petere te cibum posse arbitror.
„Ich glaube, dass du Nahrung aus der Flamme holen kannst.“ – Jambischer Senar aus Terenz, Eunuchus 491. Im Sinne von: „Für eine warme Mahlzeit würdest du alles tun.“
E pluribus unum
„Aus mehreren eines“ – Ursprüngliches Motto der USA auf dem Staatssiegel. Gemeint ist damit, dass aus mehreren Einzelstaaten ein Gesamtstaat wird.
Siehe auch das ähnliche Motto In varietate concordia.
E verbo
„Aufs Wort“ – Wörtlich, Wort für Wort

## Ea
Ea tela texitur.
„Dieses Gewebe wird angezettelt/gewebt.“ – Cicero de oratore 3,226.
Heute gebraucht als Hinweis auf das in Rede stehende Thema.

## Eadem
Eadem mensura metiri
„Mit gleichem Maß messen“

## Ecce

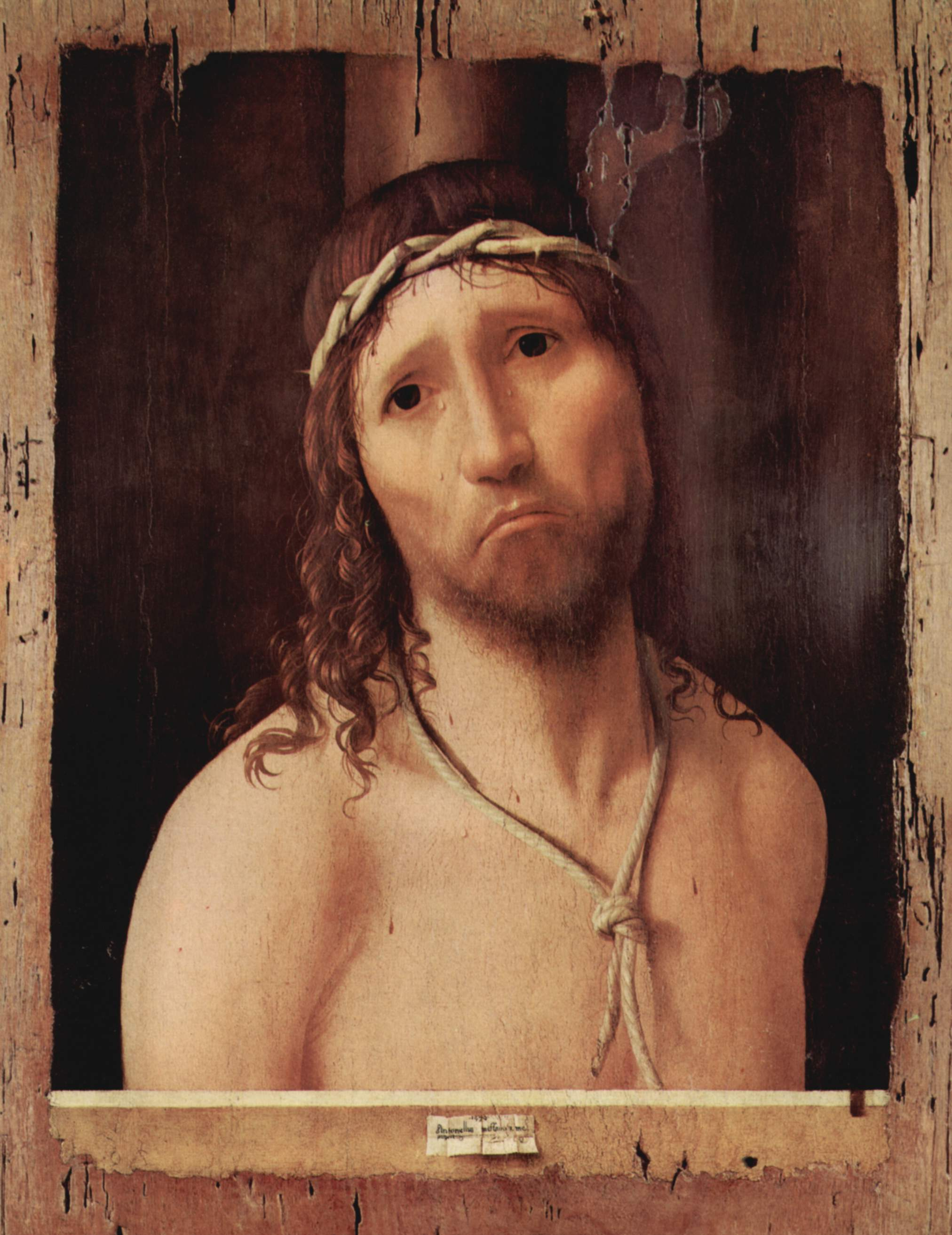
Antonello da Messina: Ecce homo, um 1473

Ecce agnus dei qui tollit peccata mundi.
Seht, das Lamm Gottes, das die Sünde der Welt hinwegnimmt! – Im Johannesevangelium (Vulgata-Übersetzung) spricht Johannes der Täufer diese Worte, als er Jesus sieht (Joh 1,29 ). In der römisch-katholischen Liturgie wird der Satz vor dem Empfang der Kommunion gesprochen, die Gläubigen antworten mit dem Gebet Herr ich bin nicht würdig.
Ecce ego mitto vos sicut oves in medio luporum.
Siehe, ich sende euch wie die Schafe mitten unter die Wölfe. – Aussendung der Apostel durch Jesus nach dem Evangelium nach Matthäus (Mt 10,16 ).
Ecce homo
„Siehe, der Mensch!“ – Im Johannesevangelium (Vulgata-Übersetzung) spricht Pilatus diese Worte, als er Jesus mit der Dornenkrone vor die Menschenmenge führt (Joh 19,5 ).
Ecce mater tua.
„Sieh, das ist deine Mutter!“ – Diese Worte sagte der sterbende Jesus am Kreuz zu seinem Jünger Johannes, der sich seiner Mutter Maria annehmen sollte (Joh 19,27 ).

## Ecclesia
Ecclesia militans
„Die kämpfende Kirche“ – Das Volk Gottes auf der Erde.
Ecclesia non sitit sanguinem.
„Die Kirche dürstet nicht nach Blut.“ – Die Kirche übergab die so genannten Ketzer der weltlichen Gerichtsbarkeit zur Vollstreckung der Strafe.
Auch: „Die Kirche besteht nicht auf Todesstrafen und ihrer Vollstreckung.“
Ecclesia triumphans
„Die triumphierende Kirche“ – Gemeinschaft der Seligen im Himmel

## Ede

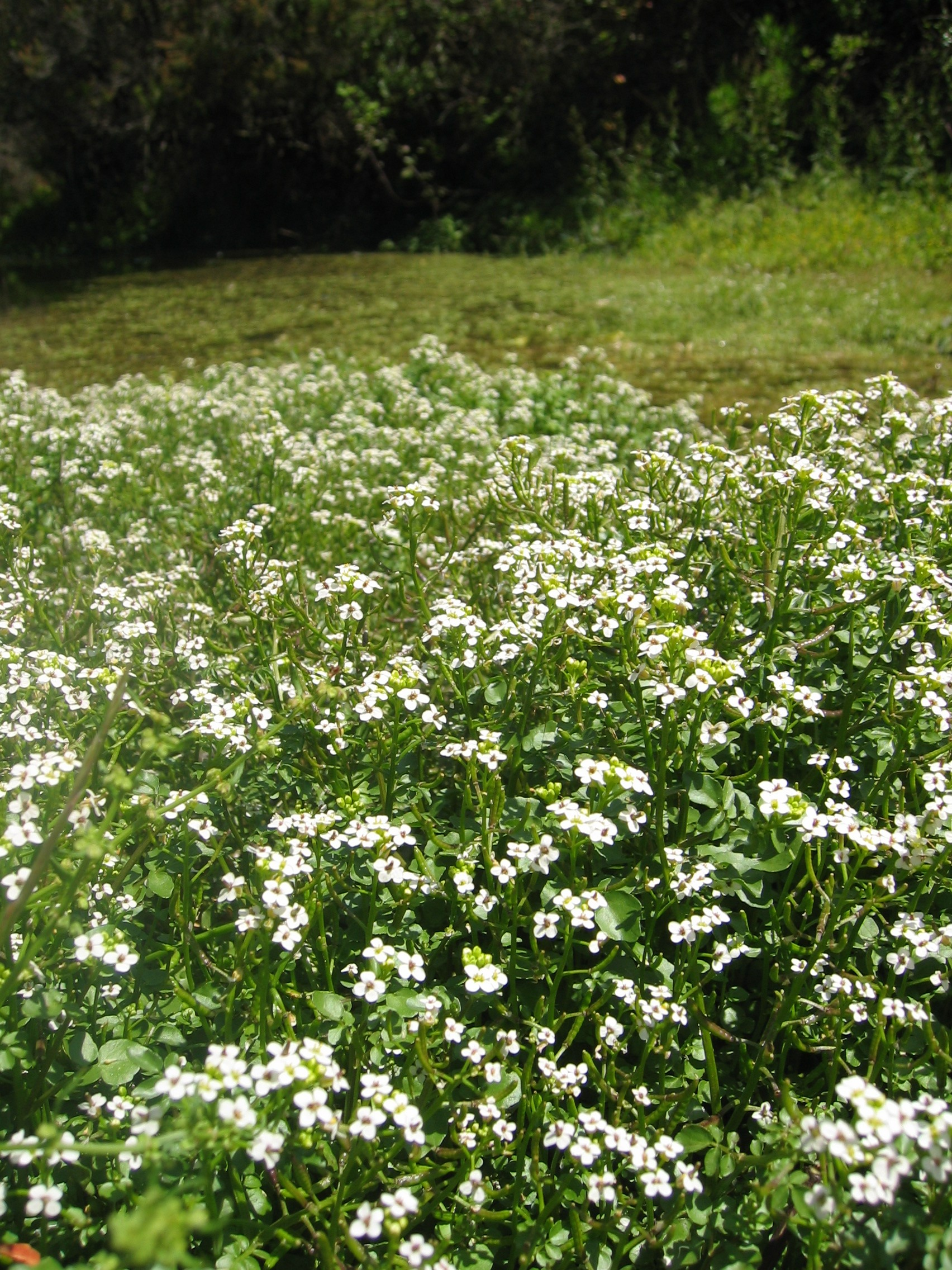
Ede nasturtium: Brunnenkresse

Ede nasturtium.
„Iss Brunnenkresse!“ – Erasmus von Rotterdam, Adagia 1,8,54. Brunnenkresse (Nasturtium officinale) war ein wichtiger Vitamin-C-Lieferant durch die schon im Winter mögliche Ernte. Man sagte ihr nach, dass sie die Denkfähigkeit erhöhe.

## Edere
Edere oportet, ut vivas, non vivere, ut edas.
„Man muss essen, um zu leben, nicht leben, um zu essen.“ – Besser verständliche Variante von: Auctor ad Herennium 4,39, wo es heißt: „Esse oportet …“. Esse ist eine mehrdeutige Alternative des Infinitivs edere (essen) (ēsse: „essen“; ĕsse: „sein“).
Quintilian (institutio oratoria 9,3,85) formuliert dasselbe als Beispiel für die Stilfigur Antimetabole: „Non ut edam, vivo, sed ut vivam, edo.“
Vergleiche auch „Edimus, ut vivamus, non vivimus, ut edamus.“

## Edimus
Edimus, ut vivamus, non vivimus, ut edamus.
„Wir essen, um zu leben. Wir leben nicht, um zu essen.“ – Variante: „Edendum tibi est ut vivas, et non vivendum ut edas.“ („Du musst essen, damit du lebst, du lebst nicht, um zu essen.“)
Vergleiche auch„Edere oportet, ut vivas, non vivere, ut edas.“

## Editio
Editio princeps
„Erste Ausgabe“ – Unter editio princeps versteht die Editionswissenschaft die erste Druckausgabe eines Klassikers.

## Ego
Ego Dominus Deus tuus, qui eduxi te de terra Aegypti, de domo servitutis.
„Ich bin der Herr, dein Gott, der dich aus dem Land der Ägypter geführt hat, aus dem Sklavenhaus.“ – Einleitung zu den Zehn Geboten (2 Mos 20,2 )
Ego flos campi, et lilium convallium.
„Ich bin eine Blume des Feldes und eine Lilie des Tales.“ – Hoheslied 2,1 nach der Vulgata (Hld 2,1 ), häufiger Anfangssatz geistlicher Motetten, zum Begriff der flos campi siehe Rose von Scharon
Ego sum, qui sum.
„Ich bin der, der ich bin.“ – 2. Buch Mose. Exodus. 3,14 nach der Vulgata (2 Mos 3,14 )
Ego te absolvo.
„Ich spreche dich frei (von deinen Sünden).“ – Absolution bei der Beichte

## Eheu
Eheu fugaces, Postume, Postume, / labuntur anni.
„O weh, wie flüchtig, Postumus, Postumus, / vergehn die Jahre.“ – Horaz, Oden 2,14,1f., Übersetzung im Versmaß des Originals

## Ens
Ens
„Das Seiende“ – Partizip Präsens von esse (= sein). Begriff der Philosophie, insbesondere der Scholastik
Ens a se
„Das durch sich selbst Seiende“ – Das von keinem anderen Seienden Verursachte
Ens ab alio
„Das von einem anderen Seiende“ – Von einem anderen verursachtes Seiendes
Ens indiduale
„Einzelwesen“ – Individuum
Ens perfectissimum
„Das vollkommenste Ding“ – Zur Bezeichnung Gottes bei René Descartes
Ens rationis
„Das Gedankending“ – Das nur gedachte Ding
Ens reale
„Das wirkliche Ding“ – Begriff aus der Philosophie: Das reale, vom Bewusstsein unabhängige wirkliche Wesen
Ens realissimum
„Das allerwirklichste Sein“ – Gemeint ist damit Gott.
Ens sociale
„Gemeinschaftswesen“ – Entspricht dem griechischen Zoon politikon.

## Ense

Siegel des US-Bundesstaates Massachusetts mit dem Motto „Ense petit placidam sub libertate quietem.“

Ense petit placidam sub libertate quietem.
„Mit dem Schwert sucht er die stille Ruhe unter dem Schutze der Freiheit.“ – Motto des US-Bundesstaates Massachusetts – Vollständiger Wortlaut dieser Verse von Algernon Sidney (1622–1683):
„Manus haec inimica tyrannis / ense petit placidam sub libertate quietem.“
„Diese den Tyrannen feindliche Hand / sucht mit dem Schwert die friedliche Ruhe in Freiheit.“

## Eo
Eo ipso
„Aus sich heraus“ – gerade dadurch

## Eodem
Eodem die
„Am selben Tag“
Eodem mense
„Im selben Monat“
Eodem anno
„Im selben Jahr“

## Epicuri
Epicuri de grege porcum
„Ein Schwein aus der Herde des Epikur“ – Selbstironisches Zitat aus den Briefen (1, 4, 16) des Dichters Horaz. Der griechische Philosoph Epikur galt als Genussmensch und wurde oft geschmäht. Mit dem Aufkommen des Christentums geriet der Epikureismus zunehmend in Misskredit.

## Epistula
Epistula non erubescit.
„Ein Brief errötet nicht.“ – Cicero in einem Brief

## Equi
Equi donati dentes non inspiciuntur.
„Eines geschenkten Pferdes Zähne beschaut man nicht.“ – Vorbild für das deutsche Sprichwort „Einem geschenkten Gaul schaut man nicht ins Maul.“ Es gibt auch die Redewendung „Equi dentes inspicere donati“ – „Die Zähne eines geschenkten Gaules betrachten“.

## Equitare
Equitare, arcum tendere, veritatem dicere.
„Reiten, Bogenschießen, die Wahrheit sagen“ – Motto von Karen Blixens berühmtem Buch Jenseits von Afrika

## Equum
Equum habet Seianum.
„Er hat das Pferd des Seius.“ – Er ist dem Verderben geweiht. Der Römer Gnaeus Seius hatte ein ausgezeichnetes Pferd, das angeblich von den Pferden des Diomedes abstammte, der gegen Troja gekämpft hatte. Allerdings lag auf dem Pferd der Fluch, dass, wer es besaß, mit seiner ganzen Familie und seinem Hab und Gut dem Verderben geweiht sei. Die Geschichte erzählt Gellius in den Noctes Atticae (3,9,2-6) und zitiert das Sprichwort mit dem folgenden Wortlaut: „Ille homo habet equum Seianum.“

## Eram
Eram quod es; eris quod sum.
„Ich war, was du bist; du wirst sein, was ich bin.“ – Häufige Grabinschrift in Renaissance und Barock; Horaz zugeschrieben, dort jedoch nicht belegt.

## Ergo

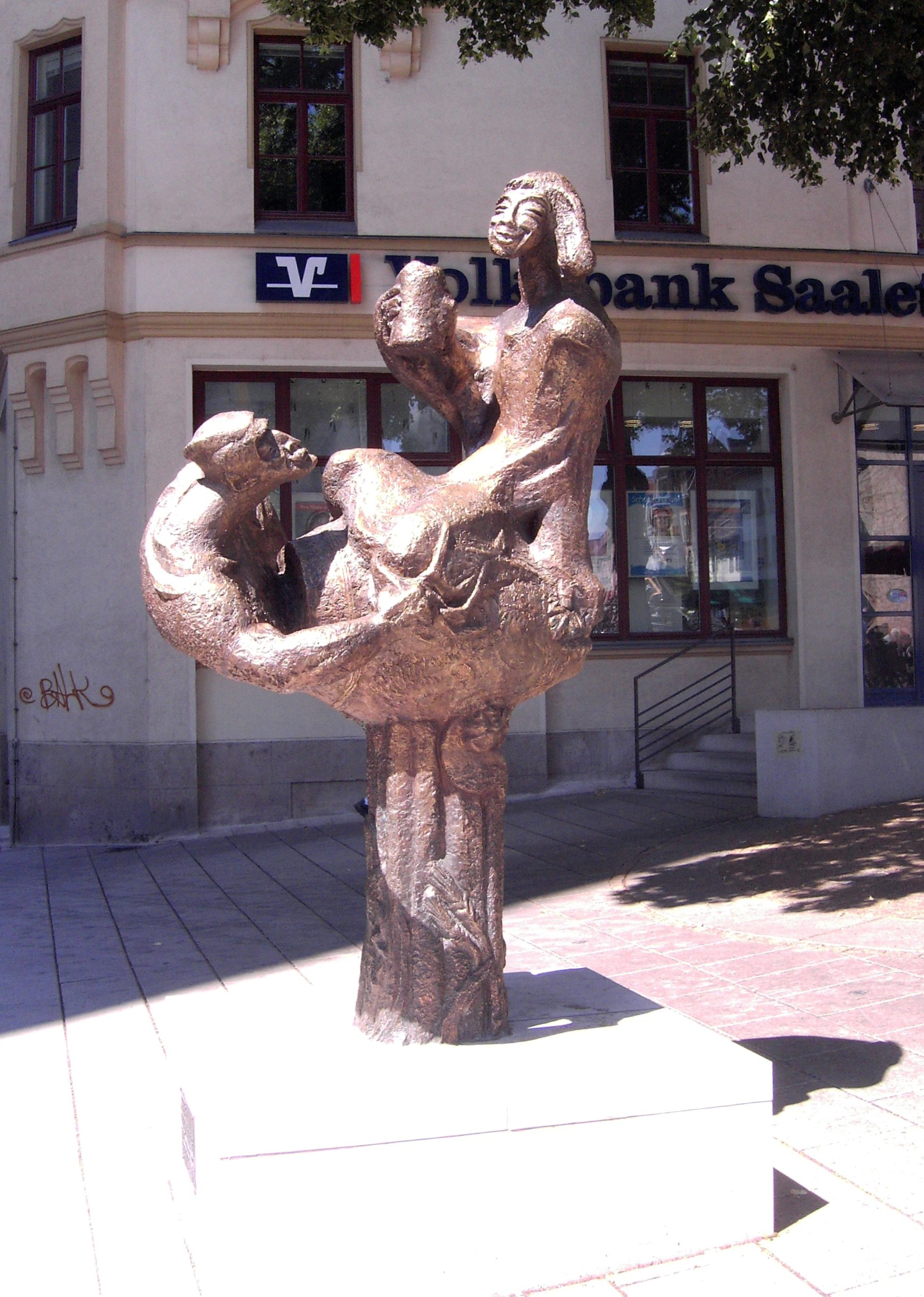
Ergo-bibamus-Denkmal in Jena

Ergo bibamus.
„Also lasst uns trinken!“ – Titel eines berühmten Studentenliedes, das 1810 von Johann Wolfgang von Goethe gedichtet und 1813 von Traugott Maximilian Eberwein vertont wurde. Nach dem Goethe-Text wurde ein Denkmal benannt, das 1986 in Jena auf dem Standort des ehemaligen Brauhauses der Universität aufgestellt wurde. Der Text der ersten Strophe lautet folgendermaßen:
Hier sind wir versammelt zu löblichem Thun,

    Drum Brüderchen Ergo Bibamus!

Die Gläser sie klingen, Gespräche sie ruhn,

    Beherziget Ergo Bibamus!

Das heist noch ein altes ein tüchtiges Wort,

Es passet zum ersten und passet so fort,

Und schallet ein Echo vom festlichen Ort,

    Ein herrliches Ergo Bibamus.
Ergo vivamus, dum licet esse bene.
„Lasst uns also leben, solange es uns gut gehen darf!“ – Ein Vers (Pentameter) aus dem Roman Satyrikon (34,10) des Titus Petronius, wo ihn der Neureiche Trimalchio als seine Lebensmaxime zitiert.

## Eripere
Eripe mihi hunc dolorem, aut minue saltem.
„Nimm mir diesen Schmerz oder verringere ihn wenigstens!“ – Zitat aus Briefe an Atticus IX, 6 von Cicero, a. 705 (49 v u. Z.)

## Eripuit

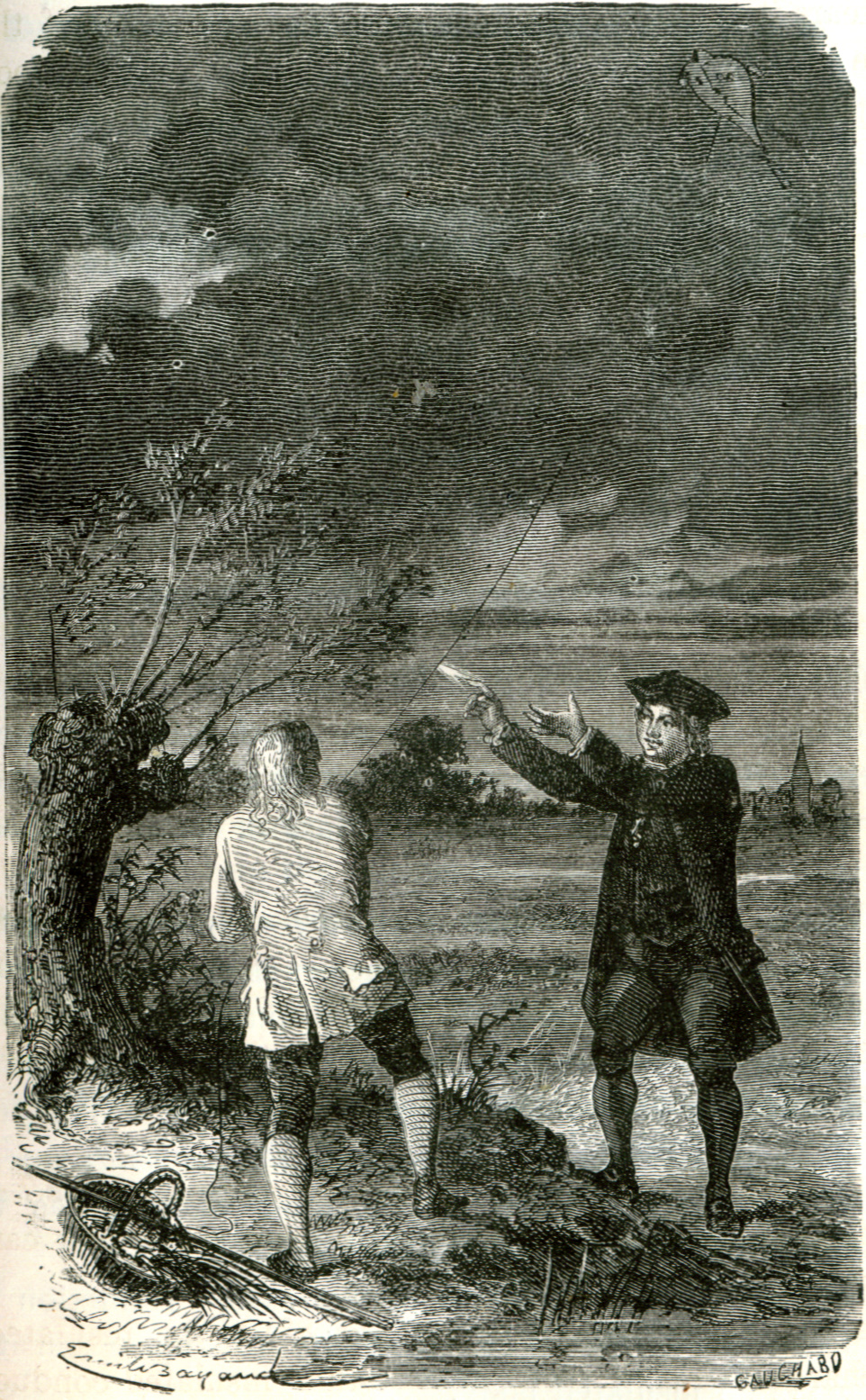
Eripuit coelo fulmen sceptrumque tyrannis: Franklins Experiment mit dem Drachen

Eripuit coelo fulmen sceptrumque tyrannis.
„Er entriss dem Himmel den Blitz und das Szepter den Tyrannen.“ – Auf Benjamin Franklin gemünzter Spruch, der den Blitzableiter erfand und an der Amerikanischen Unabhängigkeit maßgeblich beteiligt war. Während eines Gewitters ließ Franklin einen Drachen steigen und wies durch Funken die Elektrizität im Blitz nach. Außerdem saß Franklin im Komitee, das die Unabhängigkeitserklärung der USA konzipierte. Mit dem Tyrannen ist der englische König gemeint.
Eine andere Version des Spruchs lautet:
„Eripuit coelo fulmen, mox sceptra tyrannis.“ – „Er entriss dem Himmel den Blitz, bald die Szepter den Tyrannen.“

## Eritis
Eritis mihi testes.
Ihr werdet meine Zeugen sein. – Zitat aus der Apostelgeschichte in der Vulgata
Motto von Kardinal Franz Hengsbach (und anderen).
Eritis sicut dii scientes bonum et malum.
„Ihr werdet sein wie die Götter, wissend, was Gut und Böse ist.“ – Zitat aus der Schöpfungsgeschichte in der Vulgata

## Errantis
Errantis non est voluntas.
„Den Willen eines Irrenden gibt es nicht.“ – Rechtsgrundsatz, nach dem ein Vertrag bei einem wesentlichen Irrtum (error essentialis) einer Vertragspartei ungültig ist.
Anderer im Römischen Recht überlieferter Wortlaut dieser Maxime:
„Errantis voluntas nulla est.“ (Codex Iustinianus 1,18,8 Diokletian). Als Rechtsmaxime heute so nicht mehr gültig.

## Errare

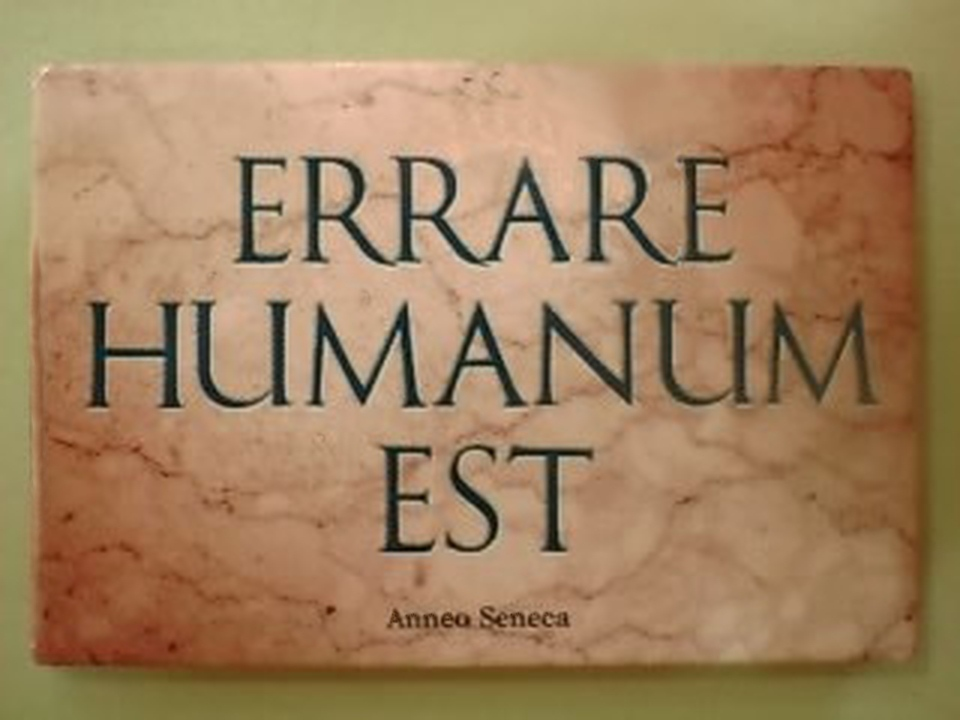
Errare humanum est als Inschrift; die hier zu sehende Zuschreibung an „Aennaeus Seneca“ (wohl Seneca der Ältere) ist unsicher.

Errare humanum est, in errore perseverare stultum.
„Irren ist menschlich, im Irrtum beharren dumm.“ –  Diesen häufig vorkommenden Gedanken findet man bei Hieronymus (Brief 57, 12: „… quia et errasse humanum est“), auch bei Cicero (Philippische Reden 12, 5): „Cuiusvis hominis est errare“ – „Jeder Mensch kann irren“.
Errare (Mehercule) malo cum Platone […] quam cum istis vera sentire.
„Ich will – bei Herkules! – mich lieber mit Plato […] irren, als mit diesen da die Wahrheit erkennen.“ – Gegen die Pythagoräer gerichtete Aussage des Marcus Tullius Cicero (Tusculanae disputationes 1,39).

## Errata
Errata corrigere, superflua abscidere, recta cohartare
Lesart: Errata corrigere, superflua abscindere, recta cohartare.
„Irrtümer zu berichtigen, Überflüssiges zu entfernen, Richtiges zu bekräftigen.“ – Dieses Trikolon findet sich in der Admonitio generalis Karls des Großen.

## Erro
Erro, dum vivo.
„Ich irre, so lange ich lebe.“

## Error
Error calculi
„Rechenfehler“
Error in calculo
„Fehler in der Rechnung“ – Zitat aus Theodor Fontanes Roman Irrungen, Wirrungen (Kapitel 8):
„Irrtum. Error in calculo. Du vergißt Adoption. Alle diese Zirkusleute sind heimliche Gichtelianer und vererben nach Plan und Abmachung ihr Vermögen, ihr Ansehen und ihren Namen. Es scheinen dieselben und sind doch andere geworden. Immer frisches Blut. Heb ab …“
Error in persona
Error in persona vel obiecto
„Irrtum in der Person“ oder genauer „Irrtum in der Person oder Sache“.
Beschreibt im Strafrecht Fälle, in denen der Täter ein Objekt anvisiert und trifft, aber eine Identitätsverwechslung vorliegt.
Error iuris nocet.
„Ein Rechtsirrtum schadet.“
Error probabilis
„Wahrscheinlicher Irrtum“ – Ein entschuldbarer Irrtum

## Esse

Siegel des US-Bundesstaates North Carolina: Esse quam videri

Esse est percipi.
„Sein ist Wahrgenommenwerden.“ – Hauptformel der Philosophie von George Berkeley: Die Existenz der Dinge wird mit ihrer Wahrnehmung identifiziert.
Esse oportet, ut vivas, non vivere, ut edas.
Zitat des Auctor ad Herennium 4,39. Siehe Edere oportet ….
Esse quam videri
„Besser Sein als Schein!“ Motto des US-amerikanischen Bundesstaates North Carolina – Es handelt sich dabei um eine sprachlich unkorrekte Verkürzung eines Satzes von Cicero:
„Virtute enim ipsa non tam multi praediti esse quam videri volunt.“ (De amicitia 98). „Denn die Vortrefflichkeit selbst besitzen wollen nicht so viele wie sich den Anschein davon geben.“

## Essentialia
Essentialia negotii
„Wesentliche Geschäftseigenschaften“, notwendiger Mindestinhalt eines Vertrages.

## Est

Dreifaltigkeit – äußerer Text: Der Vater ist nicht der Sohn, der Sohn ist nicht der Hl. Geist, der Hl. Geist ist nicht der Vater;
innerer Text: Der Vater ist Gott; der Sohn ist Gott; der Hl. Geist ist Gott

Est actio quasi corporis quaedam eloquentia.
„Der Vortrag (der Rede) ist gewissermaßen die Beredsamkeit des (ganzen) Körpers.“ („… weil er – nämlich der Vortrag – aus Stimme und Gestik besteht.“) Cicero, orator 55
Est deus.
„… ist Gott.“ – Schaubild zur Dreifaltigkeit
äußerer Text: … non est … („… ist nicht …“)
Pater non est filius. (Der Vater ist nicht der Sohn.)
Filius non est spiritus. (Der Sohn ist nicht der Geist.)
Spiritus non est pater. (Der Geist ist nicht der Vater.)
innerer Text: … est … („… ist …“)
Pater est deus. (Der Vater ist Gott.)
Filius est deus. (Der Sohn ist Gott.)
Spiritus est deus. (Der Geist ist Gott.)
Est medicina triplex: servare, cavere, mederi.
„Die Medizin ist dreifach: bewahren, verhüten und heilen.“ – Einzelvers aus dem Hexameter-Gedicht Griphus ternarii numeri (Fangnetz der Dreizahl) des Decimus Magnus Ausonius, wo eine Fülle von Begriffen aufgezählt wird, denen die Dreizahl zugrunde liegt oder angedichtet wird.
Est modus in rebus.
„Es gibt ein Maß in den Dingen.“ – Der Satz wird fortgeführt mit „… sunt certi denique fines, / quos ultra citraque nequit consistere rectum.“ – „… kurz, es gibt klare Grenzen, / außerhalb derer das Richtige keinen Bestand hat.“ (Horaz, Satiren 1,1,106 f)
Est nobis voluisse satis.
„Uns genügt es, gewollt zu haben.“ – Tibull, 4,1,7
Est quaedam flere voluptas.
„Es ist eine gewisse Lust zu weinen.“ bzw. „Auch das Weinen bietet eine gewisse Lust.“ – Ovid, Tristien, IV, 3, 37
Vergleiche auch Plinius der Jüngere, Epistulae 8, 16, 5: „Est … quaedam etiam dolendi voluptas, praesertim si in amici sinu defleas, apud quem lacrimis tuis vel laus sit parata vel venia.“ – „Es gibt … auch eine gewisse Lust am Schmerz, zumal wenn du dich an der Brust eines Freundes ausweinen kannst, der deinen Tränen mit Anerkennung begegnet oder mit Nachsicht.“

## Esto
Esto mihi robustum habitaculum, ut ingrediar iugiter.
„Sei mir ein starker Hort, zu dem ich immer fliehen kann.“ – Aus Psalm 71,3. Daher Estomihi, die Bezeichnung des 7. Sonntags vor Ostern
Esto perpetua.
„Ewig soll sie bestehen.“ – Aussage des Historikers Fra Paolo Sarpi über seine Geburtsstadt Venedig und heute Motto des US-Bundesstaates Idaho
Esto quod esse videris.
„Du sollst sein, was du zu sein scheinst.“

## Esuriens
Esuriens stomachus fertur coquus optimus esse.
„Ein hungriger Magen ist, wie es heißt, der beste Koch.“
Sprichwort aus dem Mittelalter in Form eines Hexameters: unser „Hunger ist der beste Koch“ in Versform.

## Et

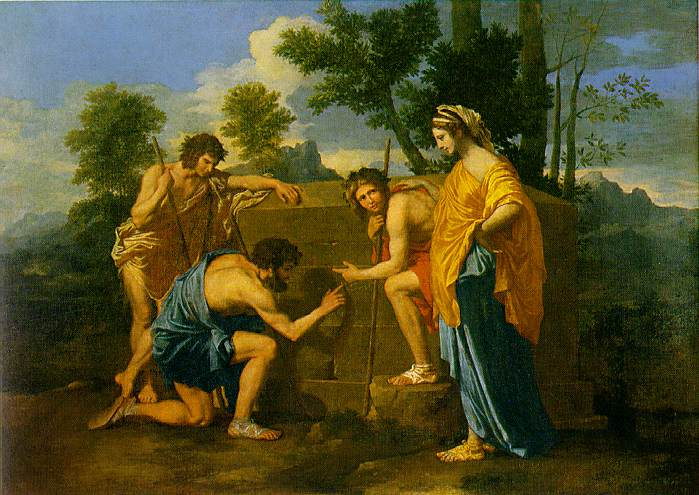
Et in Arcadia ego: Nicolas Poussin, Die Hirten von Arkadien II.

Et ab hoc et ab hac et ab illa
„Von dem und von der und von jener“ – Schluss eines Spottverses auf geschwätzige Frauen.
Vollständiger Text unter Quando conveniunt …
Et alii (et al.)
„Und andere“ – Wird gebraucht, um eine Namensliste abzukürzen (alii ist maskulin und wird im geschlechtsneutralen Sinne gebraucht; das feminine et aliae kann gebraucht werden, wenn die „anderen“ alle Frauen sind).
Selten wird die Abkürzung auch als et alteri gedeutet.
Et cetera (etc. oder &c.)
„Und sonstiges“ – Heutzutage auch „und andere“, „und so weiter“, „und anderes mehr.“
Et ceterum censeo Carthaginem esse delendam.
Meist verkürzt zu Ceterum censeo Carthaginem esse delendam
„Und im übrigen bin ich dafür, Karthago müsse zerstört werden.“ Verkürztes Zitat, das vollständig lautet: „Dies beantrage ich und außerdem, dass Karthago zerstört werden soll.“
Marcus Porcius Cato der Ältere sah in seinen späten Jahren das Römische Imperium von Karthago bedroht und beendete deshalb seine Vorträge vor dem römischen Senat mit ebendiesem Antrag.
Et in Arcadia ego.
„Auch ich bin/war in Arkadien.“ – Erscheint in dieser Form zuerst auf einem Gemälde des Barockmalers Giovanni Francesco Barbieri und ist dort als Äußerung und Warnung des Todes zu verstehen („Auch mich gibt es in Arkadien.“). Bekannter und zugleich mysteriöser sind zwei Gemälde des Zeitgenossen Nicolas Poussin, in denen die Phrase auf einem Sarkophag geschrieben steht, so dass man sie außer als Warnung vor der Sterblichkeit („Auch ich [der Tod] bin in diesem Idyll.“) alternativ als Ausspruch des Verstorbenen deuten kann („Auch ich [der Tote] bin nun im Paradies“ oder „Auch ich [der Tote] habe einmal in diesem Idyll gelebt.“), siehe ausführlich dazu in Et in Arcadia ego. Vergleiche auch Memento mori.
Das Motiv selbst, Arkadien als Mythos, als Sehnsuchtsort für ein unbeschwertes Leben in idyllischer Natur, kann bis auf die Antike zurückgeführt werden. Vergil versetzte in seinen Eklogen das idealisierte Hirtenwesen in die griechische Landschaft Arkadien. Dieses war für ihn das Land, in dem die Dichtung ihren Ursprung und ihre Heimat hat und die damit auch die imaginäre Heimat eines jeden Dichters ist.
In der Renaissance wurde die Thematik wieder aufgenommen. Arkadien wurde in der Renaissance und im Barock zum Symbol für das Goldene Zeitalter, in dem die Menschen als glückliche Hirten lebten und sich im Einklang mit der Natur ganz der Muße, der Liebe, der Dichtung und Musik hingaben. Dieses Sujet wird bis in die heutige Zeit rezipiert.
Et dimitte nobis debita nostra.
„Und vergib uns unsere Schuld“ – Bitte aus dem Vaterunser, die ergänzt wird um den wichtigen Zusatz „sicut et nos dimittimus debitoribus nostris“ – „wie auch wir vergeben unseren Schuldigern“.
Et ne nos inducas in tentationem.
„Und führe uns nicht in Versuchung.“ – Bitte aus dem Vaterunser, die ergänzt wird um „sed libera nos a malo“ („sondern erlöse uns von dem Bösen“).
Et passim
„Und häufig“ – Vergleiche passim.
Et propter vitam vivendi perdere causas.
„Und wegen des Lebens die Gründe zum Leben verlieren.“ – Juvenal, Satiren 8/84
Et tu, Brute?
„Auch du, Brutus?“ – Zitat aus William Shakespeares Julius Cäsar. Shakespeare lässt hier Caesar auf Latein sagen, was dieser nach Sueton in ähnlicher Weise auf Griechisch ausgerufen haben soll (Καὶ σὺ τέκνον; – lateinisch Tu quoque fili? „Auch du, mein Sohn?“), als er seinen Freund Marcus Iunius Brutus – den einem boshaften Gerücht zufolge manche tatsächlich für seinen Sohn hielten – unter seinen Mördern wahrnahm.

## Etiam
Etiam si omnes, ego non.
„Auch wenn alle mitmachen: ich nicht.“ – Der Satz geht zurück auf das Matthäus-Evangelium. Dort heißt es in der lateinischen Version (Vulgata): Et si omnes scandalizati fuerint in te ego numquam scandalizabor (26,33 ), was in der Einheitsübersetzung mit Und wenn alle an dir Anstoß nehmen – ich niemals! (26,33 ) wiedergegeben wird.

## Eventus
Eventus stultorum magister est
„Das Ergebnis (oder: der Erfolg) ist der Lehrmeister der Dummen.“
Nach Livius

## Ex

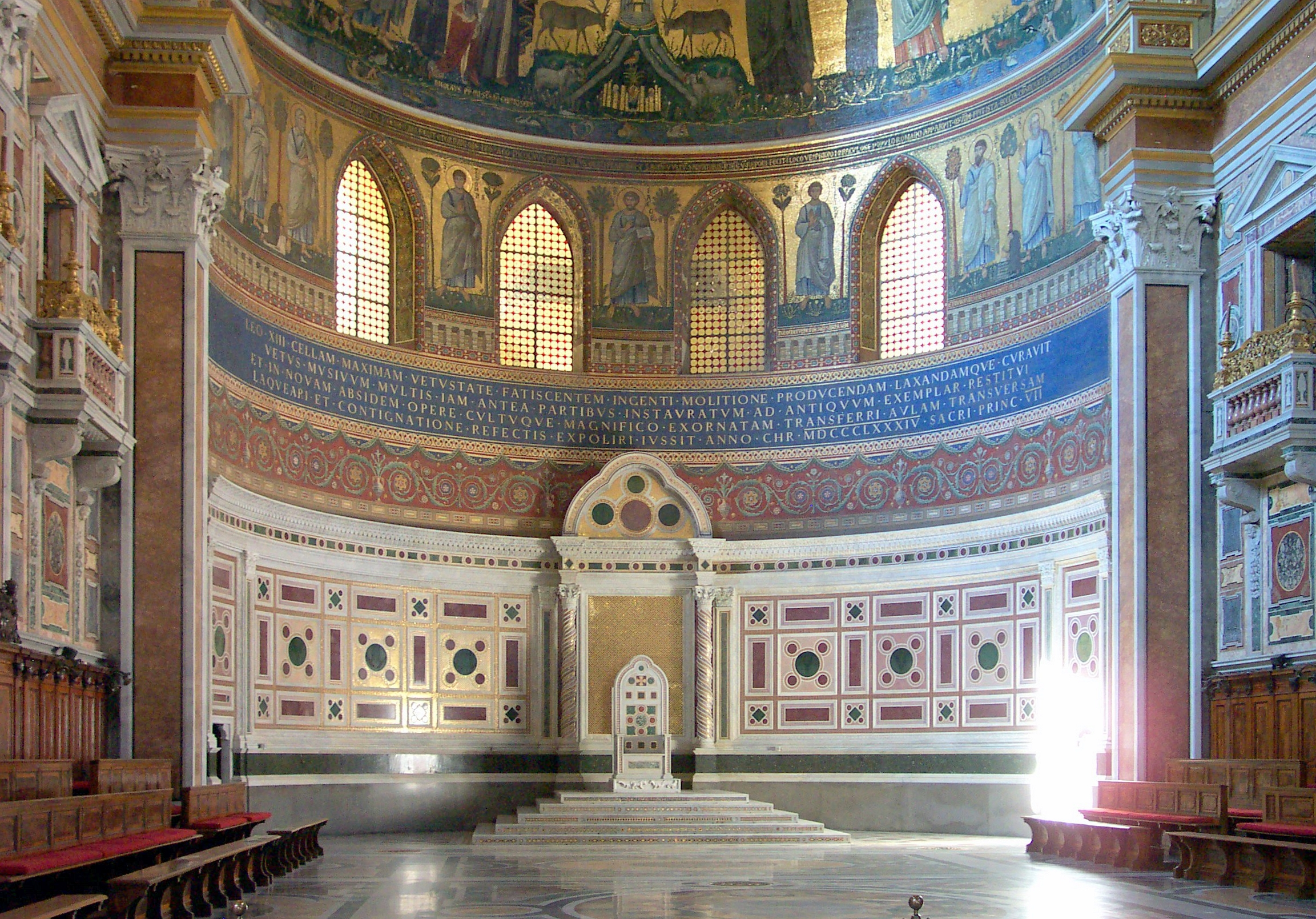
Ex cathedra: Cathedra des Papstes als Bischof von Rom

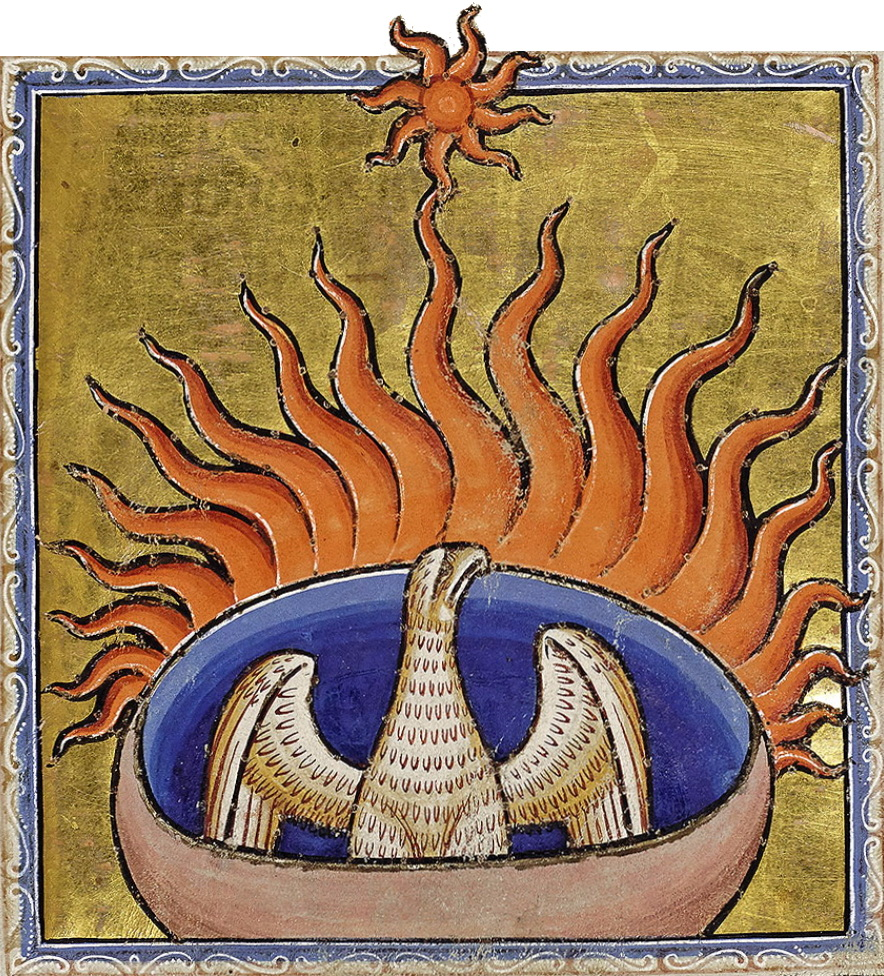
Ex flammis orior: Phönix in den Flammen

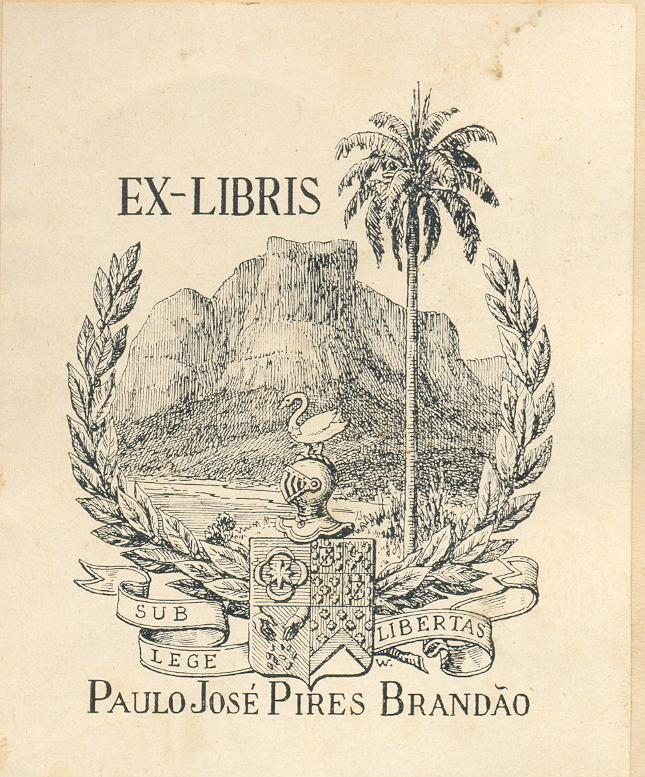
Exlibris

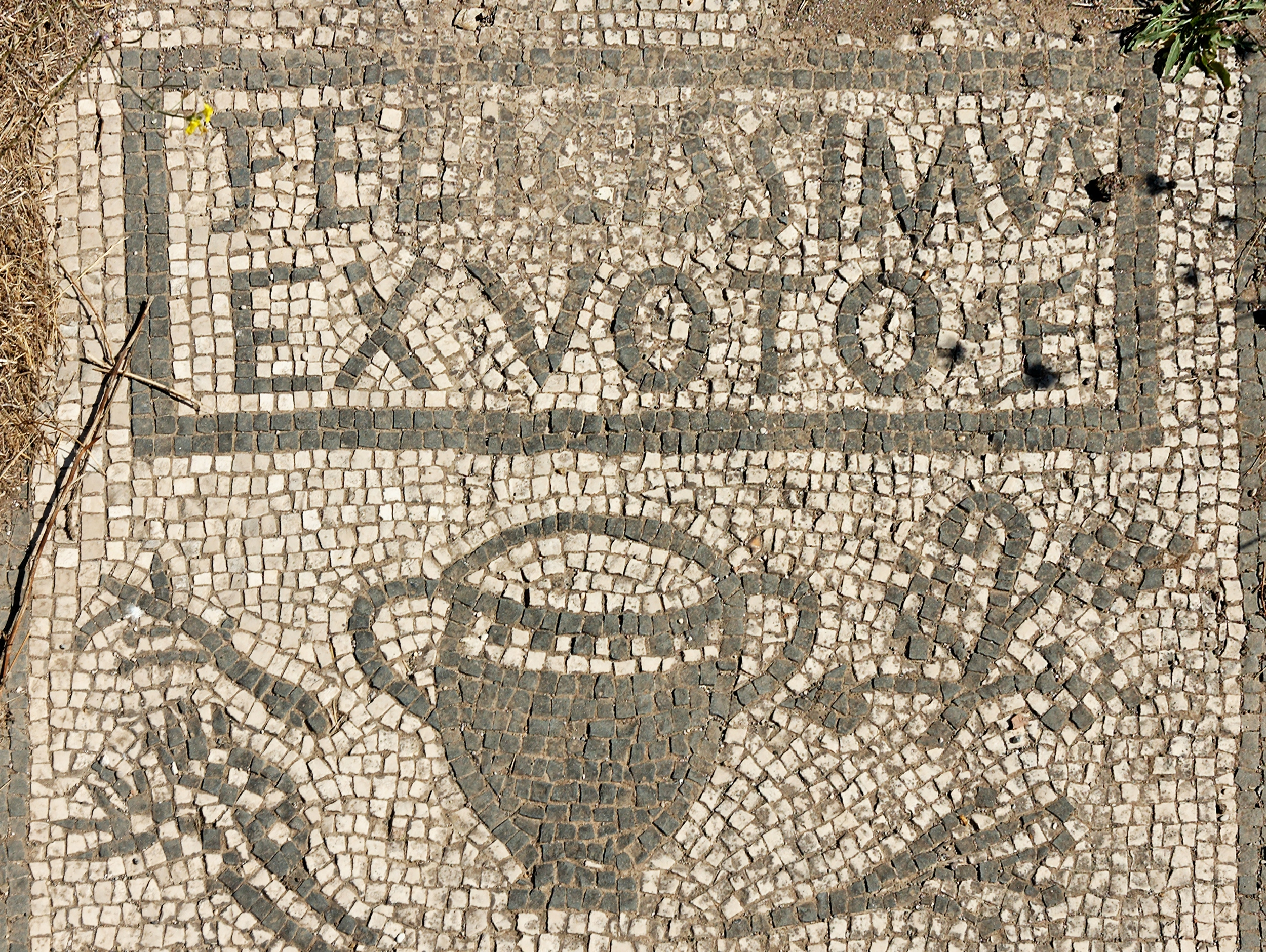
Mosaik in Ostia Antica: „Felicissimus ex voto f(ecit)“ – Felicissimus ließ es machen aufgrund eines Gelübdes

Ex
„Aus … heraus“ – ehemalig; auf ex trinken: In einem Zug austrinken
Ex abundantia enim cordis os loquitur.
„Der Mund spricht nämlich aus dem Überfluss des Herzens.“ – Evangelium nach Matthäus (12:34) und Evangelium nach Lukas (6:45)
Ex Africa semper aliquid novi
„Aus Afrika (hört man) immer was Neues“ – Plinius der Ältere, Naturalis historia 8,42. Vollständig steht dort: „Unde etiam vulgare Graeciae dictum semper aliquid novi Africam adferre.“ („Daher auch das allgemeine Sprichwort in Griechenland: Africa meldet immer etwas Neues.“).
Plinius bezieht sich hier auf eine Sentenz von Aristoteles: Ἀεὶ Λιβύη φέρει τι καινόν. Die Region Libyen bei Aristoteles ersetzt er durch die nicht identische Provinz Africa, die auch nicht den gesamten heute so benannten Kontinent Afrika bezeichnete.
Variante: Quid novi ex Africa?
Mit diesem Plinius-Zitat leitete Thabo Mbeki als Präsident der Republik Südafrika 2004 seine Rede vor dem Europaparlament in Straßburg ein:

“Pliny the Elder said that ‘out of Africa there is always something new.’ Ex Africa semper aliquid novi. These days it seems that the opposite is true: Out of Africa there is always something depressingly familiar…  ‘Africa's weak states need long-term assistance…’”

Ex animo
„Von Herzen“ – d. h. „aufrichtig.“
Ex ante
„Von zuvor“ – „Im Voraus“, „vor dem Ereignis“ – D. h. auf Vorannahmen fußend. Auch terminus technicus in der Ökonometrie als Gegenstück zu ex post: Daten ex ante: Daten der Zukunft, die es mit Hilfe von bekannten Daten der Vergangenheit, den Ex-post-Daten, zu prognostizieren gilt.
Ex cathedra
„Vom Stuhl (des Petrus)“ – Ausdruck für Äußerungen des Papstes, die auf seiner angenommenen Unfehlbarkeit in Glaubensfragen beruhen; übertragen auf andere angewandt, die mit höchster Autorität oder aber Anmaßung sprechen.
Ex Deo
„Von Gott.“
Ex facto ius oritur.
„Aus Tat entsteht Recht.“ – römischer Rechtsgrundsatz
Ex falso quodlibet
„Aus Falschem folgt Beliebiges“ – Abgekürzt zu „e. f. q.“, eindeutiger ex contradictione sequitur quodlibet („Aus einem Widerspruch folgt Beliebiges“), bezeichnet ein in vielen logischen Systemen gültiges Gesetz.
Ex flammis orior.
„Ich entstehe aus Flammen.“ – Der Phönix ist ein mythischer Vogel, der verbrennt, um aus seiner Asche wieder neu zu erstehen. Diese Vorstellung findet sich heute noch in der Redewendung „Wie ein Phönix aus der Asche“.
Ex gratia
„Aus Gnade“ – Bezogen auf eine Handlung, die aus Freundlichkeit, nicht aus Zwang begangen wird (Kulanz).
Ex hypothesi
„Von der Hypothese“ – d. h. hypothetisch
Ex iniuria ius non oritur.
„Aus Unrecht entsteht kein Recht.“ – römischer Rechtsgrundsatz
Ex libris
„Aus den Büchern (von …)“ – Exlibris dienen zur Kennzeichnung von Büchern. Vorläufer der gedruckten Exlibris waren handschriftliche Besitzvermerke, die schon in den frühmittelalterlichen Scriptorien der Klöster üblich waren.
Ex malis eligere minima
„Von den Übeln das kleinste wählen“
Ex navicula navis
„Aus einem Boot ein Schiff“ – Wappenspruch der Stadt Łódź
Ex nexu
„auf Grund einer Verpflichtung“ – Als juristischer Fachbegriff bezeichnet nexus eine Verbindlichkeit, meist eine Schuldverpflichtung.
Ex nihilo
„Aus dem Nichts“ – Schöpfung ex nihilo im Gegensatz zur Schöpfung aus einem schon vorhandenen Material
Ex nihilo nihil fit.
„Aus dem Nichts entsteht nichts.“ – Philosophischer Grundsatz; zuerst bei Melissos; nach Aristoteles (Physik I 4) allgemein gebräuchlich geworden.
Ex nunc
„Von nun an“ – Juristischer Begriff
Ex officio
„Vom Amt“ – d. h. von Amts wegen (also ohne Antrag); oder auch „kraft Amtes“, wenn jemand durch sein Amt auch Inhaber eines anderen Amtes ist; so ist der Vizepräsident der USA ex officio Senatspräsident.
Ex oriente lux
„Aus dem Osten (kommt) das Licht.“ – Ursprünglich bezog sich dieser Satz nur auf den Sonnenaufgang, wurde dann aber übertragen auf das Christentum, das von Europa gesehen aus dem Osten kam.
Ex ovo
„Aus dem Ei“ – d. h. von Anbeginn an
Siehe ab ovo.
Ex parte
„Von einer Partei“ – ein Rechtsbegriff
Ex post
„Aus der Rückschau“ – Prophezeiung ex post: eine Prophezeiung nach dem Muster ich habe es schon immer gesagt. Terminus technicus der Ökonometrie als Gegenstück zu ex ante. Ex-post-Prognose: Ein Prognosemodell wird getestet, indem für eine vergangene Periode eine „Prognose“ erstellt wird, um zu prüfen, wie genau das Modell die Entwicklung getroffen hätte.
Ex post facto
„Von etwas nachträglich Gemachtem“ – Von einem rückwirkend gültigen Gesetz
Ex quovis ligno non fit Mercurius.
„Nicht aus jedem beliebigen Holz wird ein Merkur (geschnitzt).“ – Apuleius, Apologia 476
Ex silentio
„Aus dem Schweigen“ – Aus dem Schweigen der Quellen etwas erschließen
Ex tempore
„Aus dem Augenblick“ – d. h. aus dem Stegreif; Daher abgeleitet Extemporale, an bayerischen weiterführenden Schulen unangesagte Arbeiten.
Ex tunc
„Von damals an“ – Rückwirkend
Ex ungue leonem
„An der Klaue erkennt man den Löwen“ – Aber auch „ex leone unguem“
Ex unitate vires.
„Einigkeit macht stark.“ – Wörtlich: „aus Einigkeit Kraft“
Ex vi termini
„Aus der Bedeutung des Begriffs“ – d. h. per Definition
Ex voto
„Aufgrund eines Gelübdes“ – Eine Votivgabe ist ein Gegenstand, den der Votant auf Grund eines Gelübdes an heiliger Stätte darbringt als Zeichen des Dankes für die Rettung aus einer Notlage.

## Excelsior
Excelsior
„Höher“: „immer aufwärts!“ Motto des US-Bundesstaates New York. Eine Reproduktion des Siegels war die Inspiration für den Titel von Longfellows Gedicht Excelsior („A banner with the strange device, Excelsior!“).
Excelsior ist auch der Name des drittgrößten Diamanten und der Name einer Hotelkette.

## Excusatio
Excusatio non petita, accusatio manifesta
„Wer sich unaufgefordert entschuldigt, klagt sich selbst an“

## Exegi
Exegi monumentum aere perennius.
„Ich habe ein Monument errichtet, das dauerhafter ist als Erz.“ –
Horaz: Oden III, 30, 1 (Carmina)

## Exempla/Exempli/Exemplis/Exemplum
Exempla docent.
„Beispiele lehren.“
Exempla trahunt.
„Beispiele ziehen.“ – Beispiele regen an.
Exempli gratia (e. g.)
„Um eines Beispiels willen“, „zum Beispiel“
Exemplis discimus.
„Durch Beispiele lernen wir.“
Exemplum facere
„Ein Exempel statuieren“ – Jemanden abschreckend bestrafen. Auch „Exemplum statuere“

## Exercitatio
Exercitatio artem parat.
„Übung führt zur Kunstfertigkeit.“ – Verallgemeinerung eines Zitats aus der „Germania“ des römischen Historikers Publius Cornelius Tacitus; dort heißt es: „Exercitatio artem paravit“ (… hat geführt).
Exercitatio potest omnia.
„Übung vermag alles.“

## Exercitia
Exercitia spiritualia
„Geistliche Übungen“ – Davon abgeleitet Exerzitien, Zeiten, in denen sich Einzelne oder Gruppen intensiv und mehr als für sie selbst üblich dem Gebet und der Besinnung widmen.

## Exeunt
Exeunt.
„Sie gehen ab.“ – Regieanweisung im Theater
Exeunt omnes.
„Alle gehen ab.“ – Regieanweisung im Theater

## Exit
Exit.
„Er/Sie geht ab“ – Regieanweisung im Theater

## Exitus
Exitus
„Ausgang“ – Medizinischer Fachbegriff für den Tod, verkürzt für Exitus letalis – „tödlicher Ausgang“ einer Erkrankung
Exitus acta probat.
„Der Ausgang bestätigt die Taten.“ – Das Ende rechtfertigt die vorangegangenen Taten. Ovid, Heroides (II,85)
Exitus in dubio est.
„Der Ausgang ist zweifelhaft.“
Exitus in tabula
„Tod auf dem Tisch“ – Gemeint ist der Tod auf dem Operationstisch während einer medizinischen Operation (Variante von mors in tabula).

## Expeditio
Expeditio Germanica
„Germanischer Feldzug“ – Bezeichnung für die zwei Markomannenkriege (Expeditio Germanica prima et secunda) unter der Herrschaft des Kaisers Mark Aurel von 166 bis zum Jahr 180 gegen die Markomannen, Quaden, Jazygen und Vandalen
Expeditio Iudaica
„Jüdischer Feldzug“
Expeditio sacra
„Heiliger Feldzug“ – Eine andere Bezeichnung für Kreuzzug ist cruciata. Der Erste Kreuzzug heißt Prima Cruciata oder Prima expeditio sacra, der Zweite Kreuzzug Secunda Cruciata oder Secunda expeditio sacra.

## Experimentum
Experimentum crucis
„Entscheidendes Experiment“ – Der entscheidende Test einer wissenschaftlichen Theorie

## Experto
Experto credite.
„Glaubt dem, der es erfahren hat.“ – Zitat aus der Aeneis des römischen Dichters Vergil:
„Experto credite quantus // in clipeum adsurgat, quo turbine torqueat hastam.“
Die Wendung ist auch in Ovids Ars amandi zu finden und, umgestellt in „crede experto“.
Heute gebraucht im Sinn von „Glaubt dem, der etwas davon versteht.“
Im Mittelalter auch verballhornt zu Experto crede Ruperto!

## Expressis
Expressis verbis
„mit ausgedrückten Worten“, also „ausdrücklich“.

## Extra
Extra ecclesiam nulla salus.
„Außerhalb der Kirche (gibt es) kein Heil.“ – Die gewöhnlich zitierte Abwandlung eines Satzes von Cyprian von Karthago, der im Original lautet:
„Extra ecclesiam salus non est.“ – „Außerhalb der Kirche gibt es kein Heil.“
Extra Gottingam non est vita; Si est vita, non est ita.
„Außerhalb Göttingens gibt es kein Leben – und wenn doch, ist es kein solches.“ – August Ludwig von Schlözer zugeschriebener Ausspruch über das Leben in Göttingen, gelegentlich auch in den Abwandlungen „Extra Hungariam“ – „Außerhalb Ungarns …“ bzw. „Extra Bavariam“ – „Außerhalb Bayerns …“ zu finden.
Extra iocum.
„Spaß beiseite!“
Extra muros
„Außerhalb der Mauern“ – Im Sinne von: Diskussion draußen, nicht für die Ohren eines Anwesenden bestimmt
Extra, omnes!
„Alle hinaus“ – Ausspruch des Zeremonienmeisters zu Beginn eines Konklaves, der alle nicht an der Wahl Beteiligten bittet, die Sixtinische Kapelle zu verlassen.
Extra territorium ius dicenti impune non paretur.
„Wer außerhalb seines Gebietes Recht spricht, darf ungestraft missachtet werden.“ – Rechtsgrundsatz, demzufolge ein Verstoß gegen die Zuständigkeitsordnung zur Unwirksamkeit des Urteils führt

## Extrema

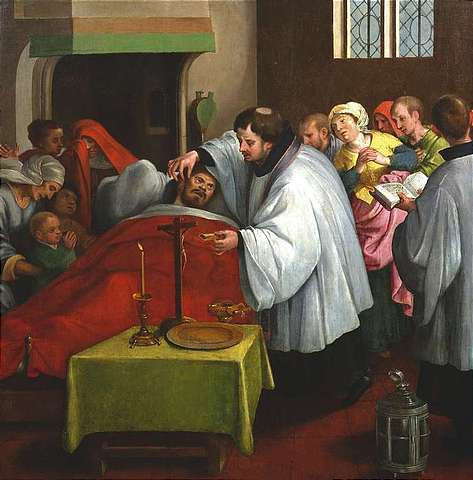
Extrema unctio: Letzte Ölung, Niederlande, um 1600

Extrema unctio
„Letzte Ölung“ – Das Sakrament der Krankensalbung in der katholischen und der orthodoxen Kirche, das früher auch offiziell Letzte Ölung hieß.

## Extremum
Extremum occupet scabies.
„Den Letzten soll die Krätze befallen!“ – Umstellung eines Halbverses von Horaz aus der Ars poetica (417), wo es heißt: „occupet extremum scabies“.
Extremum semper diem adesse putes.
„Du sollst immer vermuten, dass der letzte Tag gekommen ist!“